# توم بيسلي
توم بيسلي (بالإنجليزية: Tom Beasley) هو لاعب كرة قدم أمريكية أمريكي، ولد في 11 أغسطس 1954 في بلوفيلد في الولايات المتحدة.

## وصلات خارجية
- توم بيسلي على موقع مرجع كرة القدم المحترفة.كوم (الإنجليزية)